# 武川清吉
武川 清吉（たけかわ せいきち、生没年不詳）は明治時代の地本問屋。

## 来歴
沢村屋と号す。明治9年（1876年）に神田須田町4で、明治14年（1881年）から明治30年1897年）まで日本橋区本銀町2丁目12番地で営業していた。明治10年代より豊原国周、3代歌川広重、楊洲周延、楊斎延一、河鍋暁斎、小林清親、土屋光逸、田口米作らの錦絵を版行している。なお、光逸の戦争絵2種は清親が光逸に描かせて、懇意であった版元武川清吉に出版を促したとみられ、清親の描いた戦争絵3枚続をモデルに光逸が模写したことが明白である。
なお明治20年から同番地で武川卯之吉、明治21年からは武川卯之助の名義の版行があり、清吉の息子とみられる。

## 作品
- 豊原国周 『開化三十六会席』
- 豊原国周 『上野公園華盛見之景』
- 3代歌川広重 『東京名所之内京橋通之真景』
- 河鍋暁斎 『元禄日本錦』 大判揃物 明治18年‐明治19年
- 土屋光逸 『講和使談判之図』 大判3枚続 明治28年（1895年）
- 土屋光逸 『萬々歳凱旋之図』 大判3枚続 明治28年
- 小林清親 『教育いろは談語』 大判揃物 明治30年‐明治31年
- 小林清親 『明治三十一年四月十日 奠都祭図』 大判3枚続 明治31年（1898年）
- 小林清親 「明智左馬之助光春湖水乗内唐崎松之図」 大判3枚続 明治32年（1899年）